# Kasteel Tillegem

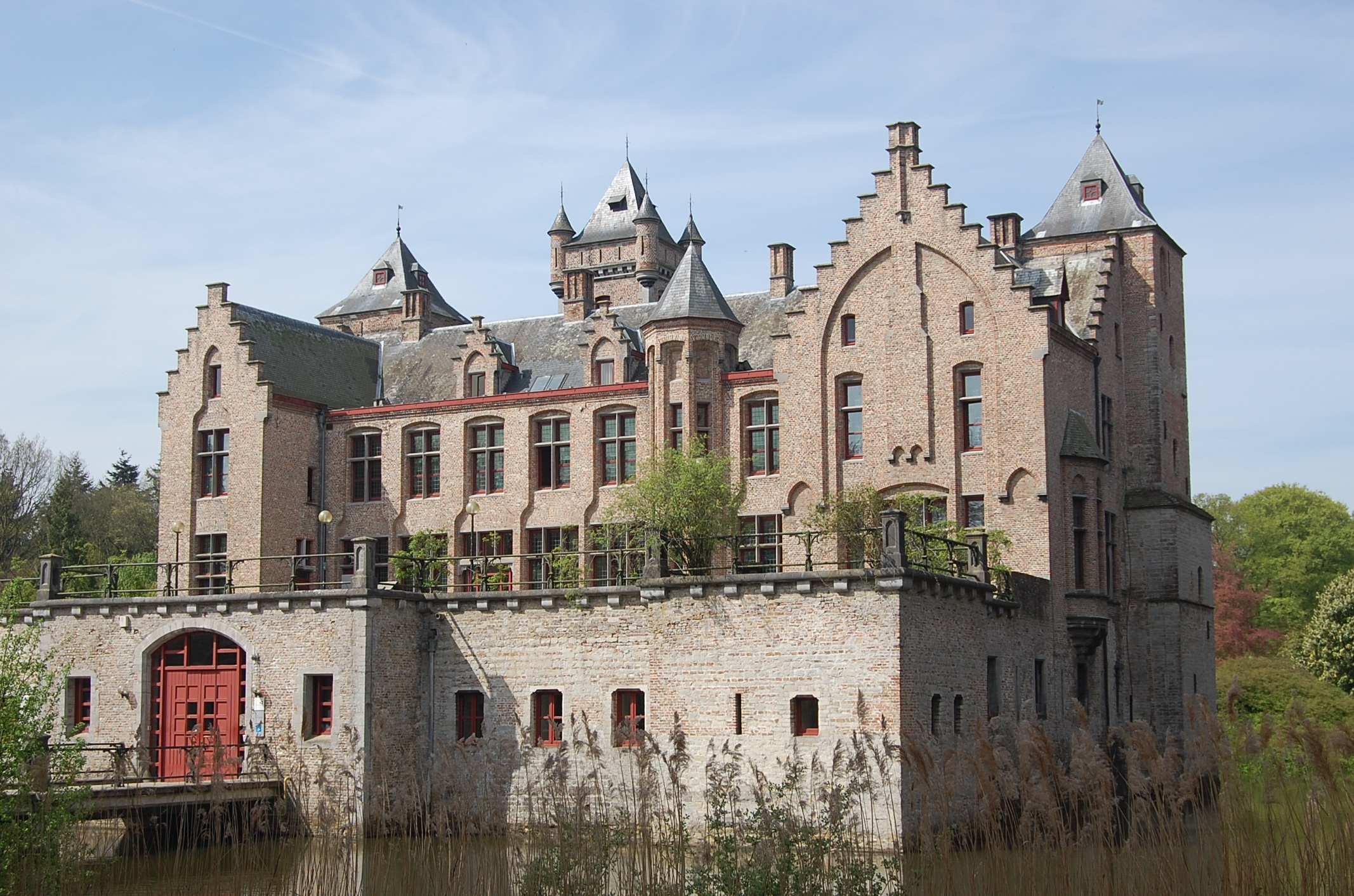
Kasteel Tillegem

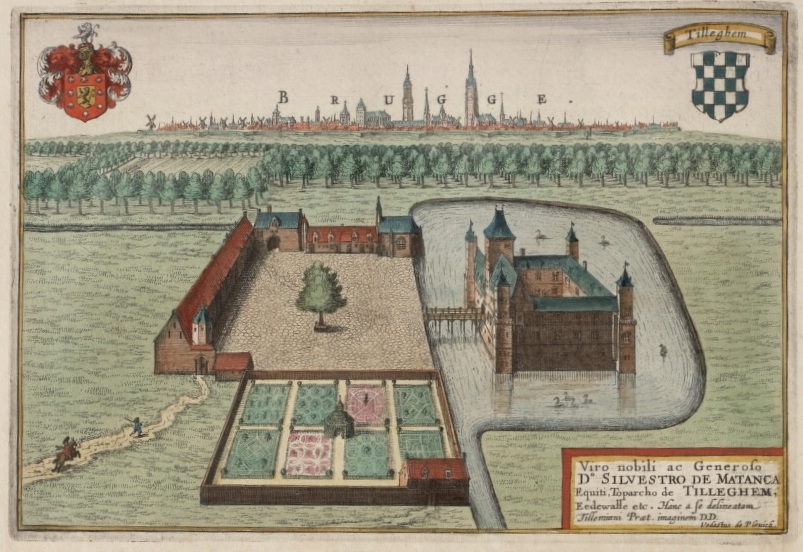
Kasteel Tillegem in de 1e helft van de 17e eeuw - Afbeelding uit Flandria Illustrata (1641)

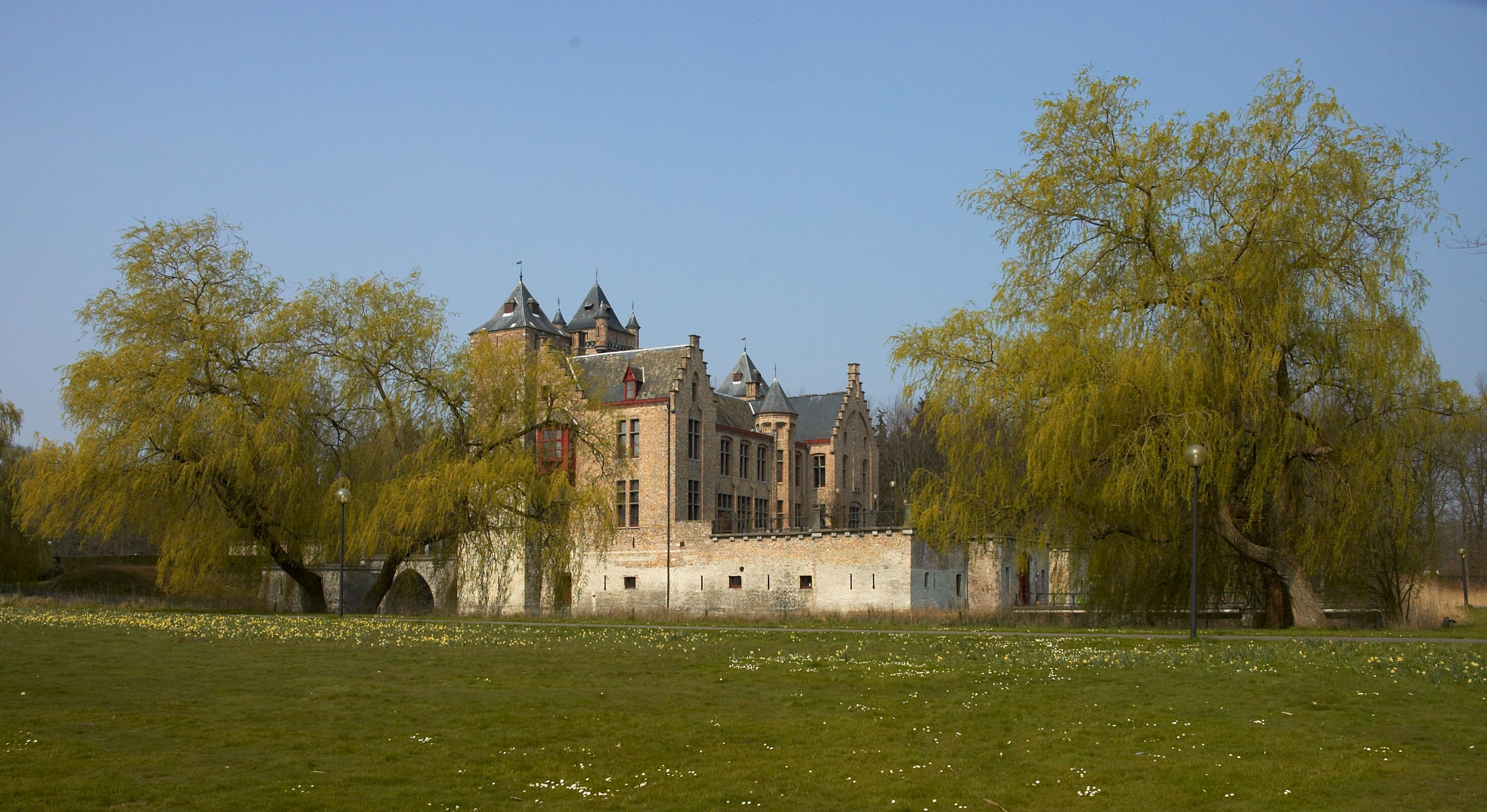
Streekhuis kasteel van Tillegem

Het Kasteel Tillegem is een kasteel in de Belgische stad Brugge (deelgemeente Sint-Michiels). Het omliggende Tillegembos is een provinciedomein van West-Vlaanderen.

## Geschiedenis
Tillegem zou aanvankelijk deel uitgemaakt hebben van de fiscus Snellegem. Daarvan zou in de tiende eeuw de fiscus Weinebrugge, het latere Sint-Michiels, zich afgesplitst hebben. Men vermoedt dat Tillegem ooit  een heerlijkheid was.
Het is bekend dat Tillegem bij het begin van de dertiende eeuw deel uitmaakte van de bezittingen van het huis van Voormezele. De oudst bekende heer van Tillegem was een telg uit dit adellijk huis.
In 1285 verkocht Jan van Tillegem, uit het huis Voormezele, de heerlijkheid aan Jan Hubrecht, hij was een van de meest welgestelde poorters van Brugge en was bij herhaling burgemeester of schepen van Brugge. In die periode liet deze zich opmerken als een partijganger van de Franse koning. De Franse nederlaag in 1302 (de Slag van de Gulden Sporen) leidde tot het beslag op alle leliaardbezit. Op die manier kwam Tillegem in het bezit van de Aartrijkes. Een van hen was Gillis van Aartrijke, burgemeester van Brugge.
Nadien is het kasteel door erfenis en verkoop vaak van eigenaar veranderd. Zo kwam het in eigendom van de families van Overtvelt, Pinnock de Baenst, van Peke, de Burhgraeve de Matanca en de Schietere de Damhouder.
Een andere heer van Tillegem, Joseph Adrien le Bailly, was van 1730 tot 1754 burgemeester van het Brugse Vrije. Hij werd heer van Tillegem door zijn huwelijk in 1718 met Marie-Charlotte de Schietere de Damhouder. Zonder al te veel hinder doorstond de familie Le Bailly het Franse bewind. Hoewel ze hun heerlijke rechten verloren, bleven ze toch eigenaar van het domein.
De laatste eigenaar van de familie was burggraaf Hector le Bailly de Tilleghem (1822-1877), die de eigendom schonk aan zijn petekind en kleinnicht Marguerite Koenig. Zij verkeerde echter in geldnood en in 1879 werd de eigendom Tillegem in drie loten verkocht. Het kasteel werd aangekocht door Eugène Charles de Peñaranda de Franchimont (1839-1907). Hij huwde met Clothilde de Laage de Bellefay (1851-1909). Zij waren het die het kasteel een neogotische verbouwing schonken. Bij gebrek aan nakomelingen lieten ze hun goederen na aan Guy en aan Marie-Henriette de Briey (1892-1978). Zij huwde in 1916 met baron Georges Verhaegen (1886-1963). Hun zoon, baron René Verhaegen (1924-1992), verkocht in 1980 het kasteel en omliggende domein aan het provinciebestuur van West-Vlaanderen. Het doet dienst als 'streekhuis' voor de regio Brugge en is als kantoorgebouw gewoonlijk niet toegankelijk voor publiek.

## Architectuur
In oorsprong was het kasteel een vierzijdige waterburcht met vier vleugels rond een binnenplaats en met vier hoektorens. Een vijfde, hogere toren bevond zich in de westvleugel. Bij de neogotische verbouwing door Jean-Baptiste Bethune werden alleen de westvleugel en twee gevelaanzetten behouden, waardoor het kasteel als het ware werd gehalveerd. Daarbij verdwenen twee van de vier hoektorens. De onderste bouwlaag – kelders met kruisribgewelven – bleef echter intact. De geveltoren en de baksteenbekleding zijn 19e-eeuws. De kapel heeft een neogotisch interieur.